# 早寝早起き朝ごはん全国協議会
早寝早起き朝ごはん全国協議会（はやねはやおきあさごはんぜんこくきょうぎかい）は子どもの睡眠や食事の習慣に関する社会啓発や調査研究を行う、2006年4月に設立された団体。東京都渋谷区の国立オリンピック記念青少年総合センター内に事務局を置き、国立青少年教育振興機構が事務局を運営する。文部科学省中央教育審議会によれば、早寝早起き朝ごはん全国協議会は民間主導の組織である。
文部科学省が2006年に始めた「子どもの生活リズムの向上プロジェクト」と連動して官民一体の国民運動（「早寝早起き朝ごはん」国民運動）を形成する。